# Corent
Corent település Franciaországban, Puy-de-Dôme megyében. Lakosainak száma 782 fő (2022. január 1.). Corent Authezat, Les Martres-de-Veyre, La Sauvetat, Veyre-Monton és Vic-le-Comte községekkel határos.

## Népesség
A település népességének változása:
| Lakosok száma | 703  | 709  | 737  | 747  | 766  | 762  | 766  | 764  | 782  |
|               | 2013 | 2015 | 2016 | 2017 | 2018 | 2019 | 2020 | 2021 | 2022 |